# Liste der Baudenkmale im Landkreis Northeim
Die Liste der Baudenkmale im Landkreis Northeim enthält die nach dem Niedersächsischen Denkmalschutzgesetz geschützten Baudenkmale im niedersächsischen Landkreis Northeim. 
Der Übersicht und Länge halber ist die Liste nach den Städten und Gemeinden des Landkreises separiert. Diese Einteilung findet sich in der folgenden Tabelle, in der zu jedem Eintrag, soweit möglich, ein exemplarisches Foto eines Baudenkmals aus der jeweiligen Stadt oder Gemeinde zu finden ist.
| Bild | Stadt/Gemeinde    | Karte | Liste                                      | Ortsteile |
| ---- | ----------------- | ----- | ------------------------------------------ | --- |
|      | Bad Gandersheim   |       | Liste der Baudenkmale in Bad Gandersheim   | |
|      | Bodenfelde        |       | Liste der Baudenkmale in Bodenfelde        | - Bodenfelde - Nienover - Wahmbeck |
|      | Dassel            |       | Liste der Baudenkmale in Dassel            | |
|      | Einbeck           |       | Liste der Baudenkmale in Einbeck           | |
|      | Hardegsen         |       | Liste der Baudenkmale in Hardegsen         | - Asche - Ellierode - Ertinghausen - Espol - Gladebeck - Hardegsen - Hettensen - Hevensen - Lichtenborn - Lutterhausen - Trögen - Üssinghausen |
|      | Kalefeld          |       | Liste der Baudenkmale in Kalefeld          | |
|      | Katlenburg-Lindau |       | Liste der Baudenkmale in Katlenburg-Lindau | - Berka - Elvershausen - Gillersheim - Katlenburg - Lindau - Suterode - Wachenhausen |
|      | Moringen          |       | Liste der Baudenkmale in Moringen          | - Behrensen - Blankenhagen - Fredelsloh - Großenrode - Lutterbeck - Moringen - Nienhagen - Oldenrode - Thüdinghausen |
|      | Nörten-Hardenberg |       | Liste der Baudenkmale in Nörten-Hardenberg | - Angerstein - Bishausen - Elvese - Lütgenrode - Nörten-Hardenberg - Parensen - Sudershausen - Wolbrechtshausen |
|      | Northeim          |       | Liste der Baudenkmale in Northeim          | - Berwartshausen - Bühle - Denkershausen - Edesheim - Hammenstedt - Hillerse - Höckelheim - Hohnstedt - Hollenstedt - Imbshausen - Lagershausen - Langenholtensen - Northeim - Schnedinghausen - Stöckheim - Sudheim                                   |
|      | Solling           |       | Liste der Baudenkmale im Solling           | keine Ortsteillisten |
|      | Uslar             |       | Liste der Baudenkmale in Uslar             | - Ahlbershausen - Allershausen - Bollensen - Delliehausen - Dinkelhausen - Eschershausen - Fürstenhagen - Gierswalde - Kammerborn - Offensen - Schlarpe - Schönhagen - Schoningen - Sohlingen - Uslar - Vahle - Verliehausen - Volpriehausen - Wiensen |